# Mbeya (region)
Mbeya – region (mkoa) w Tanzanii.
W 2002 roku region zamieszkiwało 2 063 328 osób. W 2012 ludność wynosiła 2 707 410 osób, w tym 1 297 738 mężczyzn i 1 409 672 kobiety, zamieszkałych w 635 047 gospodarstwach domowych.
Region podzielony jest na 10 jednostek administracyjnych drugiego rzędu (dystryktów):
- Chunya District Council
- Ileje District Council
- Kyela District Council
- Mbeya City Council
- Mbeya District Council
- Mbozi District Council
- Mbarali District Council
- Momba District Council
- Rungwe District Council
- Tunduma Town Council